# Muna
La Muna (in russo  Муна?) è un fiume della Siberia Orientale, affluente di sinistra della Lena. Scorre nei distretti Žiganskij e Olenëkskij della Sacha-Jacuzia.

## Descrizione
Ha origine dalle estreme propaggini nord-orientali dell'Altopiano del Viljuj, secondo alcune fonti dalla confluenza dei rami sorgentizi Orto-Muna e Ulachan-Muna, mentre secondo altre fonti i due fiumi sono affluenti del Muna. Scorre con direzione mediamente orientale dapprima incassato in una profonda valle lungo il margine nord-orientale dell'altopiano della Siberia centrale, successivamente in un ambiente più piatto e paludoso, ricevendo gli affluenti Munakan (201 km, bacino imbrifero 4 070 km²) e Chachčan (221 km, bacino imbrifero 3 250 km²) da destra, Severnaja (238 km, bacino imbrifero 5 190 km²) da sinistra. Sfocia nella Lena nel suo basso corso, a 606 km dalla foce.
Il fiume è navigabile nei 100 km inferiori. È gelato, mediamente, da dicembre a maggio. Non c'è una popolazione permanente nel suo bacino.

## Fauna
Le zone umide nella valle del fiume sono di grande importanza per la migrazione stagionale delle oche, dell'oca colombaccio e del cigno minore (Cygnus columbianus bewickii). 
Il fiume è popolato da molti pesci: Coregonus muksun, omul,  Coregonus albula, nelma, taimen, temolo.